# 加拿大政治
加拿大的政治體系是根據議會民主制以及聯邦制所設立的框架之内運作，具有深厚的民主傳統。加拿大奉行君主立憲制，加拿大君主为國家元首。加拿大是個多黨制國家，當中不少立法程序源自英國國會定下的先例和不成文慣例。然而，經過歷年演變後加拿大的議會政治亦衍生了一些特色，如黨内紀律就較英國政黨嚴格，而議會表決的議題中具備信任動議地位的也比英國為多。這些特色令沒有内閣職務的議員在議會中扮演較次要的角色，但執政黨議員中的非内閣成員以及在野黨較為低調或資歷較淺的議員（亦即「後座議員」）亦可透過參與公共預算委員會或國防委員會等議會委員會來發揮影響力。
加拿大聯邦於1867年成立後，聯邦政治一直由加拿大保守黨和加拿大自由黨（或保守黨的前身進步保守黨和舊保守黨主導），但2011年聯邦大選後傾向社會民主主義的加拿大新民主黨取代自由黨成為國内第二大黨至2015年。國會下議院内其他政黨則包括支持魁北克主權運動的魁人政團、關注環保議題的加拿大綠黨，以及極右翼的加拿大人民黨（自2019年起已沒有議席）。

## 政制沿革

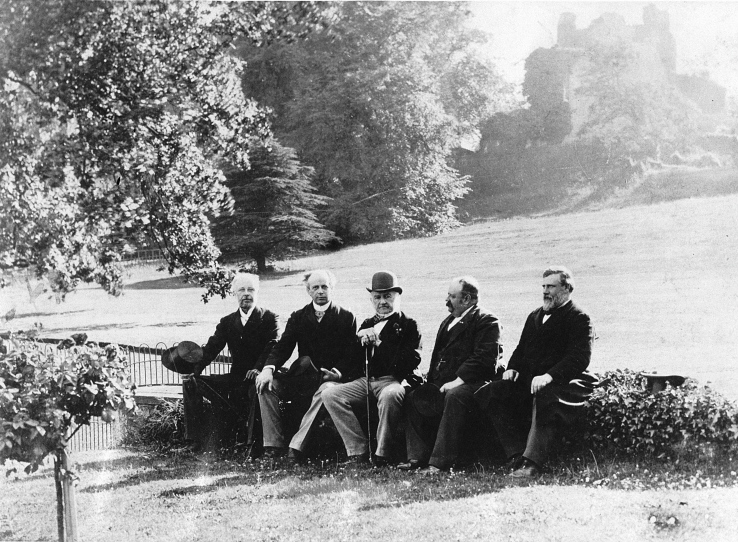
加拿大總理威爾弗里德·勞雷爾爵士、新南威爾斯首相喬治·里德 (之後成為澳洲總理)於霍瓦登堡留影，還有當時的女王維多利亞時代的首相。

21世紀後政黨勢力變遷

1867年加拿大聯邦大選以來的聯邦大選結果

加拿大的政制是由英國國會通過《英屬北美法案》（現稱為《1867年憲法法案》）而制定。初時國會只可為國內的事務立法，而外交權及修憲權仍然屬於英國國會。英國其後於1931年通過《威斯敏斯特條例》，承認加拿大及其他自治政府的立法自主權。在此之後，加拿大國内的從政者無法就修憲程序達成共識，因此加拿大政府要等到1982年，英國國會通過《1982年加拿大法令》（Canada Act 1982）才獲得修憲權。
此外，英國樞密院司法委員會對加拿大國内刑事案件的終審權到1933年才終止，對民事案件的終審權則到1949年才終止。

## 基本政治資料

### 國家背景資料

#### 國號
- 全名暨通用名字：加拿大（Canada） 
  - 正式名稱：加拿大自治領（Dominion of Canada）(該國的正式名稱，但很少使用。它於1867年在聯邦中首次應用於加拿大。到20世紀60年代初，加拿大政府機構實際上已停止使用「Dominion」一詞。 Dominion of Canada仍然是該國的正式國家頭銜（儘管很少使用）。)[3]
  - 簡稱：CA

#### 概況
- 政治制度：君主立憲制、聯邦制、议会民主制

- 首都：渥太華

- 行政分區：10個省份，3個特區（請參見：加拿大行政區劃）

- 國定假日：加拿大日（Canada Day）7月1日

- 憲法：來自（英國的）不成文條例和其他文件，尤其是1867年通過的《英屬北美法案》和1982年4月17日生效的《憲法法案》，當中包括《加拿大人權利與自由憲章》。

- 司法系統：行普通法，除了刑事法和魁北克省以外，民事法是來自英格蘭民法。魁北克省的民事法時來自法國大革命前的民事法和魁北克民法。加拿大承認所有國際法庭的裁判。

- 投票權：除加拿大選舉事務處主席、副主席，以及其他特殊人士外，所有年滿18歲或以上的加拿大公民。

### 有會員身份的國際機構
聯合國、英聯邦、亞洲太平洋經濟合作組織、世界衛生組織、世界貿易組織、國際刑警組織、國際民航組織、法語圈國際組織、八大工業國組織(G-8)、國際貨幣基金會、國際奧委會、北大西洋公約組織、北美自由貿易協定、國際原子能機構、美洲國家組織、京都議定書。

### 國家元首
- 元首：國王查爾斯三世（由2022年9月8日起）
- 元首代表：總督瑪麗·西蒙（由2021年7月26日起）

### 行政部門
- 内閣：由總督按總理建議大約30位來自執政黨/聯盟的國會議員來管理所有政府部門。内閣成員不一定需要來自總理的政黨。
  - 政府首腦：加拿大總理馬克·卡尼（由2025年3月14日起）
    - 總理本人必然是內閣成員，兼內閣的最高決策人。
- 選舉：君主、總督皆非由民選產生。王位是世襲；總督由君主按總理建議委任，任期通常大約5年；總理則是在國會下議院得到簡單多數支持的政黨領袖，即只要某黨領袖帶領其黨勝出下議院選舉，或在執政黨內領袖選舉中勝出，便會獲總督委任為總理。

### 立法部門
國會分為上下議院。上議院有105位議員，所有的議員是由總理推薦，總督委任。強制性退休年齡是75歲。下議院有343個議席，全部由選舉產生的。任期不可以超過4年。

### 司法部門
加拿大最高法院是最高司法機構。大法官是由内閣推薦，總督委任。

### 主要政黨及其領袖
- 加拿大自由党（執政黨）
  - 領袖：馬克·卡尼（Mark Carney，兼任總理）
  - 意識形態：中間至中間偏左（杜魯多領導下為中間偏左至左翼）
  - 勢力範圍：都市、鄰近都市區域、部份農村區域，以及大西洋省份
- 加拿大保守黨（官方反對黨）
  - 領袖：博勵治（Pierre Poilievre，兼任反對黨領袖 ）
  - 意識形態：中間偏右至右翼
  - 勢力範圍：農村、鄰近都市區域，以及西加拿大尤其艾伯塔、沙士吉萬和緬尼托巴省
- 魁人政團
  - 領袖：伊夫-弗朗索瓦·布朗謝（Yves-François Blanchet）
  - 意識形態：中間偏左，支持魁北克主權運動，並僅於當地活動，在魁北克的支持率通常和自由黨不相伯仲。
- 加拿大新民主黨
  - 領袖：戴偉思（Don Davies，臨時）
  - 意識形態：中間偏左至左翼
  - 勢力範圍：都市、部份農村，主要在都市和自由黨競爭、在農村和保守黨競爭
- 加拿大綠黨
  - 領袖：伊丽莎白·梅伊（Elizabeth May）
  - 意識形態：綠色政治（中間偏左）
  - 勢力範圍：溫哥華島、基秦拿
- 加拿大人民黨
  - 領袖：卞聶爾（Maxime Bernier）
  - 意識形態：右翼至極右翼
  - 勢力範圍：和保守黨一樣，主要在農村和保守自由兩黨競爭激烈的鄰近都市區域鎅保守黨的票

## 君主與行政機關
作為國家元首的「加拿大國王」查理斯三世，實際上只有象徵式的權力。另一方面，加拿大政府經常用「皇權」（Crown）或「皇家」（Royal）來代表加拿大皇室的權力。例如司法部控告任何人，它們都會稱自己為「皇權」。
由於加拿大元首並非居住於加拿大，皇室會根據加拿大總理的提名後，委任一名總督作為代表。實際上，如果皇室否決加拿大政府的決定，或釀成政治危機。不論理論或實際上，皇室的地位「超然於政治」，即是他們不應干政。所以，如果皇室聽從政府的「建議」，它就不需要為政府任何決定負責，即就算政府遭批評，亦不會牽連君主，這間接地保護皇室。總督的任期通過是五年，但是這個任期可以延長。
加拿大總理是政府的首腦及擁有最大政治權力的官員。總理是在國會下議院中擁有最多議員信任的黨派的領袖。如果執政黨擁有國會下議院的過半數議席，其政府就被稱為多數政府。如超過一個政黨共同籌組政府，則稱為聯合政府。相反，如果執政黨/聯盟沒有大多數的下議院議席，但祇要獲小部分議員供給信任投票，而令政府獲多數信任，其政府則會被稱為少數政府。另外，政黨理論上可以合併來組成一個大多數政府，但是在加拿大史上只有一個這樣的政府，為第一次世界大戰時的羅伯特·博登（Robert Borden）政府。
加拿大內閣是國家的行政委員會。内閣成員是由總理提名，循例總督委任。作為內閣的主席，總理可以經總督循例同意下，在任何時間解散現任内閣和組新閣。内閣的工作是向總理及總督為國家不同的事務提供意見，和作為政府和有關政府機構的中間人。内閣通常會是來自下議院執政黨的議員（上議院執政黨領袖除外）。

## 立法機關
加拿大國會可分為君主、上議院及下議院三部分。君主的權力只限於簽發兩院通過的法案、（由總督根據總理的提議後代行）解散國會下議院，以及於每個新會期發表施政報告。無實權的上議院的成員是由總理提名，总督委任，退休年齡是75歲；下議院則經聯邦選舉一人一票單議席制產生。現時下議院有343個議席，而所有議席的任期在一般情況下不能長於五年。加拿大史上只有一個政府的任期可以延長超過五年（1916年）。總理實際上可以任何時候要求總督解散國會。在1926年，加拿大總督不接受總理要解散國會的要求，是加拿大立國以後唯一一次的政治危機。由於策略上的考慮，由1926年起，所有的總理都在任期滿四年後宣佈大選。
加拿大由1867年起只有3次國家全民公投（1898年、1942年、1992年）。

## 司法機關
加拿大刑事法律是聯邦政府的管轄範圍，並在全國執行。加拿大的民事法律，除魁北克省外，都是根據英格蘭的普通法。英國政府於1774年容許魁北克省採用法國的民事法。加拿大的法庭是分聯邦、省和市三級。
加拿大早期的最高執法機構及終審法庭並為英國樞密院司法委員會，但是加拿大國會於1949年立法，令國家的司法制度完全獨立。加拿大最高法院有九名法官。法例規當中三名法官要來自魁北克省。其餘的六個職位，三名法官會來自安大略省、兩名來自加西省份、和一名來自大西洋省份。所有的大法官是由政府内閣「建議」，由總督委任的。

## 省和地區政府
加拿大被分為十個省份及三個地區。由於加拿大實行聯邦制，所以各省份都擁有憲法上所列出事項的管轄權，例如醫療、敎育及汽車登記等。另外，地區政府的存在及其所有權力都授權於聯邦政府。
加拿大每個省份都有省長及省議會，而每個省份都實行一院制。各省均有一名省督作為皇室的代表，由聯邦總理向省政府咨詢後向總督提名任命。省長的產生方法與總理的相若，為省議會內擁有最多議席的政黨的領袖。但特別的是，各省的大部分政黨與聯邦政黨無從屬關係（如中間偏右的魁北克自由黨不棣屬中間偏左的加拿大自由黨）。
地區政府跟省政府的架構差不多，但是地區政府並無皇室的代表，而是代表聯邦政府的專員。地區議院的所有議員都沒有黨派之分，而地區首長是由議員互選產生的。三個地區都承認不同的原居民語言作為官方語言。
聯邦政府吸收美國内戰的教訓，亦保留所有剩餘權力。可是英國的樞密院在1895年的裁決規定聯邦政府在戰時才擁有剩餘權力。現在有很多灰色地帶都是由英屬北美法案調解的。有很多的機關的管轄權都由聯邦轉到省級政府，令到加拿大成為一個分散化聯邦。因為要符合省政府的利益，現在有更多政府機關的管轄權都被轉到省政府。

## 「一個加拿大」問題
由1840年代，英屬北美成為聯邦殖民地開始，國家統一經常是加拿大的政治問題。有大量石油的亞伯達省曾以獨立，威脅聯邦政府不要通過京都議定書。可是加國統一最大的威脅是在魁北克省有些法裔居民的獨立主義。让·克雷蒂安的政府通过了《清晰法案》，其中说明加拿大政府将不会同意魁北克成为主权国家，除非在提问问题明确无歧义的公民投票中，“大体”上都支持独立，若此情況發生，加拿大政府有義務與魁北克政府對獨立問題進行協商。

## 外部連結
- Canadian-Politics.com（页面存档备份，存于） 從保守主義看加拿大政治
- CBC Digital Archives - Scandals, Boondoggles and White Elephants（页面存档备份，存于）
- CBC Digital Archives - Campaigning for Canada（页面存档备份，存于）